# 抿八股
抿八股，是山西雁北地区的家常饭，如左云、右玉、油坊等地老一代人家里来客人点名必做的主食，一般用莜面混合蒸熟后磨成糊状的土豆做成，第一碗口感稍差，一般自己人吃，配上自家做的肉哨子味道甚佳。
也有用豆麵做的所以也称抿豆面，或豆面八股。可以掺少量白麵来做。工具是抿面床，一个木制长方框子上面钉乐着一个向下凸的弧形铁片，上面有许多小孔，把活好的面放在上面，用手掌托在上面平行的挤压，来回的栨，这个动作称之为抿，现在为了方便出来很多简化的抿制工具，但缺少了原来那个在土灶上抿的感觉，多了一份多往昔的回忆和留恋。